# 薛廷老
薛廷老（？—838年），字商叟，河中府宝鼎县（今山西省临猗县）人，出自河东薛氏西祖第三房，薛存诚之子。

## 生平
薛廷老及进士第，恭谨正直有父风，而性情博通敏锐。淮南节度使王播贿赂知枢密王守澄钱十万缗，请求重新兼任盐铁转运使。长庆四年（824年）十二月初九，薛廷老和谏议大夫独孤朗、张仲方、起居郎柳公权、孔敏行、起居舍人宋申锡、补阙韦仁实、刘敦儒、拾遗李景让联名上奏，请求开延英殿，当面向敬宗揭发王播的奸邪行为。宝历年间为右拾遗。唐敬宗在宫中造清思院新殿，用铜镜三千片、黄白金薄十万片。宝历元年（825年）七月，薛廷老与李汉、舒元褒入阁奏事：“臣伏见近日任命，往往不从中书奏呈拟议，几乎全是皇帝制书宣出任命。恐怕纲纪渐坏，奸邪横行。”敬宗厉声问：“还要劝谏何事？”舒元褒回答：“近日宫中修造太多。”皇帝变色道：“何处修造？”舒元褒不能回答，薛廷老进言：“臣等是谏官，凡有所闻，就该论奏。虽然不知修造之所，但见所运瓦木很多，就知道有用处。请陛下不要怪罪臣言。”敬宗说：“所奏已知道。”加薛廷老为史馆修撰。
李逢吉秉权，讨厌薛廷老言论太直。郑权通过郑注得岭南节度使，郑权至广州，将公家珍宝全都送到京师酬谢恩人。薛廷老上疏请治郑权之罪，宦官于是切齿。又弹劾李逢吉同党张权舆、程昔范不应该担任谏官，李逢吉大怒。薛廷老休假满一百天，李逢吉于是让薛廷老出任临晋县令。
唐文宗即位，薛廷老入朝为殿中侍御史。大和四年（830年），以本官充翰林学士，与同职李让夷关系好。薛廷老入内廷，是李让夷推荐的结果。薛廷老喜欢喝酒，终日酣醉，文宗知道不高兴。大和五年（831年）九月，翰林学士薛廷老、李让夷罢职守本官。薛廷老守职方员外郎。薛廷老后来历任刑部员外郎、刑部郎中、给事中。薛廷老与给事中韦温、卢弘宣封还制书，王晏平改永州司户。薛廷老官至吏部侍郎。开成三年（838年）去世。薛廷老当官举职，不求虚名，在公卿之间，刚直气壮，很有正人风望。追赠刑部侍郎。

## 子孙
- 子：薛保遜，字遜之，登进士第，官至给事中、司農卿。
  - 孙：薛昭緯，字紀化，官至御史中丞。